# Камаганский сельсовет (Куртамышский район)
Камага́нский сельсове́т — упразднённое административно-территориальная единица и муниципальное образование со статусом сельского поселения в составе Куртамышского района Курганской области России. 
Административный центр — село Камаган.
Законом Курганской области от 12 мая 2021 года № 48 к 24 мая 2021 года упразднён в связи с преобразованием муниципального района в муниципальный округ.

## История
В соответствии с Законом Курганской области от 6 июля 2004 года № 419 сельсовет наделён статусом сельского поселения.
Законом Курганской области от 30 мая 2018 года N 46, в состав Камаганского сельсовета были включены населённые пункты упразднённого Большеберёзовского сельсовета.

## Население
| 1989  | 2002  | 2010  | 2012  | 2013  | 2014  | 2015  |
| ----- | ----- | ----- | ----- | ----- | ----- | ----- |
| 1495  | ↘1468 | ↘1262 | ↘1224 | ↘1147 | ↘1066 | ↘1053 |
| 2016  | 2017  | 2018  | 2019  | 2020  |       |       |
| ↘1051 | ↘1032 | ↘1011 | ↗1410 | ↘1394 |       |       |

## Состав сельского поселения
| № | Населённый пункт | Тип населённого пункта       | Население |
| - | ---------------- | ---------------------------- | --------- |
| 1 | Донки            | деревня                      | ↘8        |
| 2 | Камаган          | село, административный центр | ↘831      |
| 3 | Острова          | деревня                      | ↘178      |
| 4 | Путиловка        | деревня                      | ↘46       |
| 5 | Чесноковка       | деревня                      | ↘199      |
| 6 | Березово         | село                         | ↘289      |
| 7 | Новая Калиновка  | деревня                      | ↘170      |
| 8 | Птичье           | деревня                      | ↘88       |